# Каплиця блаженної Броніслави (Краків)
Пам'ятник культури Малопольського воєводства: реєстраційний номер А-308 від 2 січня 1968 року.

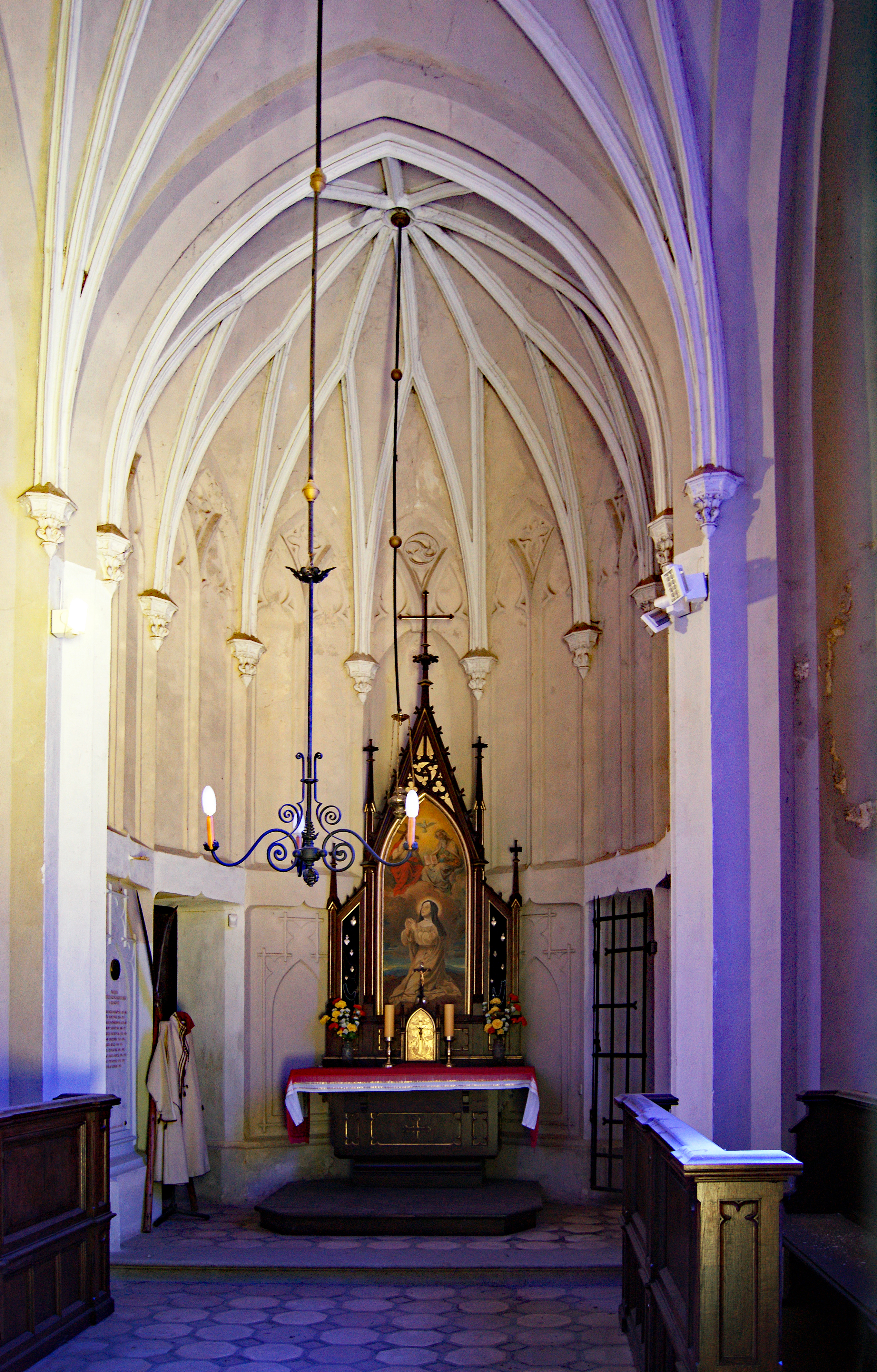
Інтер'єр каплиці блаженної Броніслави

Каплиця блаженної Броніслави (пол. Kaplica bł. Bronisławy) — католицька каплиця, побудована в неоготичному стилі; знаходиться на пагорбі Сикорнік біля кургану Костюшка у Кракові, Польща. Пам'ятник культури Малопольського воєводства.

## Історія
Згідно з місцевими переказами, на пагорбі Сикорнік жила самотня черниця-премонстранка блаженна Броніслава. Черниці з жіночої чернечої конгрегації розвивали культ цієї блаженної. За указом настоятельки Премонстранток Зофії Урбанської, в 1702 році на пагорбі Сикорнік була побудована невелика каплиця, присвячена блаженній Броніславі. У 1778 році, під час правління настоятельки Петронели Понятовської, була здійснена реконструкція каплиці в стилі бароко. Художник Анджей Радванський в цей же час написав для каплиці кілька ікон з життя блаженної Броніслави. Наприкінці XVIII століття біля каплиці був побудований невеликий будинок для черниць.
У 1854 році, під час будівництва австрійською владою фортифікаційних споруд біля кургану Костюшка у Кракові, перша каплиця блаженної Броніслави була знесена. У 1856 році розпочалося будівництво нової каплиці за проектом краківського архітектора Фелікса Ксенжарського. У 1860 році у вівтарі нової каплиці була розміщена нова ікона блаженної Броніслави.
13 вересня 1861 року відбулося освячення сучасної каплиці. У той час будівля перебувала всередині австрійських фортифікаційних споруд на західній стороні, в безпосередній близькості від кургану Костюшка.
2 січня 1968 року каплиця блаженної Броніслави була внесена до реєстру пам'яток культури Малопольського воєводства, які охороняються державою.